# 洪宜珍
洪宜珍（1996年10月8日—），韓國女歌手。曾為TS娛樂旗下女子組合SONAMOO的成員，隊内擔當領舞及副唱。2017年參賽由KBS2製作的偶像重振計劃《The Unit》，並于2018年2月11日以第1名勝出，作爲UNI.T出道，現為MELLOW娛樂旗下藝人。
2021年11月8日公布官方粉絲名為「홍차（HONGCHA；紅茶）」。

## 演藝經歷

### 出道前
2011年，與受玟、D.ana、High.D及New Sun在Bang & Zelo的《Never Give Up》MV中客串。
2012年，與受玟、旼宰、D.ana在B.A.P的《STOP IT》MV中客串。客串于B.A.P的电视节目《Ta-Dah! It's B.A.P》EP4和EP8。
2014年，在Untouchable的《TAKE OUT》音乐节目现场中客串。

### 出道后
2017年11月3日，以SONAMOO成員的名義參賽《The Unit》。
2018年2月11日，以第1名（108,066票）勝出，作爲限定組合UNI.T一員。，同年10月12日UNI.T活動結束。
2021年9月9日，退出團體SONAMOO，與MELLOW娛樂簽屬專屬合約，成為MELLOW娛樂旗下藝人。
2022年3月3日，發行首張數位單曲第8個春天，以個人歌手出道。

## 音乐作品

### 數位單曲
| 单曲# | 单曲资料                                                                              | 曲目                                                     |
| 1st   | 数位单曲《第8個春天》 - 发行日期：2022年3月3日                                        | 曲目 1. 第8個春天 (여덟 번째 봄)                         |
| 2nd   | 数位单曲《사랑하게 될졸 알았어(2022)(I KNEW I LOVE(2022))》 - 发行日期：2022年4月15日 | 曲目 1. 사랑하게 될졸 알았어(2022)(I KNEW I LOVE (2022)) |

### The Unit
注：仅列出参与录制的曲目
| 单曲# | 单曲资料                                                           | 曲目                       |
| 1st   | 数位单曲《THE UNI+ - 마이턴 (My turn)》 - 发行日期：2017年10月13日 | 曲目 1. 마이턴 (My turn)   |
| 2nd   | 数位单曲《THE UNI+ - Shine》 - 发行日期：2017年10月27日            | 曲目 1. Shine              |
| 3rd   | 数位单曲《THE UNI+ G STEP 1》 - 发行日期：2018年1月20日            | 曲目 1. Cherry On Top      |
| 4th   | 数位单曲《THE UNI+ FINAL》 - 发行日期：2018年2月10日               | 曲目 1. You & I 2. PRESENT |

## 綜藝作品

### 固定出演
| 日期                           | 電視台 | 節目名稱              | 備註   |
| 2015年6月20日 — 2015年8月1日   | tvN    | 《Always Cantare S2》 | 7集    |
| 2017年10月28日 — 2018年2月11日 | KBS2   | 《The Unit》          | 參賽者 |

### 單次訪問/嘉賓出演
| 日期         | 電視台 | 節目名稱                 |
| 2016年2月8日 | KBS2   | 《全国偶像亲友歌唱大赛》 |

### 來源
1. ↑  홍승한. . 스포츠서울. 2018-05-17  [2023-09-05]. （原始内容存档于2023-09-06） （韩语）.
2. ↑  . 서울경제. 2021-09-09  [2023-09-08]. （原始内容存档于2023-09-08） （韩语）.
3. ↑  윤준필. . TenAsia. 2017-11-01  [2018-02-21]. （原始内容存档于2019-07-13） （韩语）.
4. ↑  손예지. . 텐아시아. 2018-02-11  [2018-02-21]. （原始内容存档于2018-02-21） （韩语）.
5. ↑  . Soompi. 2021-09-09  [2021-09-11]. （原始内容存档于2021-11-18） （英语）.
6. ↑  조혜진. . 엑스포츠뉴스. 2022-03-03  [2022-03-04]. （原始内容存档于2022-03-04） （韩语）.

## 外部鏈接
- 宜珍的Instagram帳戶
- 宜珍的官方Twitter （页面存档备份，存于）
- 宜珍個人YouTube （页面存档备份，存于）